# Leucania fasciata
Leucania fasciata är en fjärilsart som beskrevs av Arnold Spuler 1906. Leucania fasciata ingår i släktet Leucania och familjen nattflyn. Inga underarter finns listade i Catalogue of Life.